# Список персонажей телесериала «Форс-мажоры»
«Форс-мажоры» (англ. Suits) — телесериал канала USA Network в жанре юридической драмы, в главных ролях Гэбриел Махт и Патрик Джей Адамс.

## Обзор появления персонажей
= Главная роль в сезоне
     = Второстепенная роль в сезоне
     = Гостевая роль в сезоне
     = Не появляется

### Основной состав
| Актёр             | Персонаж        | Появление в сезонах | Появление в сезонах | Появление в сезонах | Появление в сезонах | Появление в сезонах | Появление в сезонах | Появление в сезонах | Появление в сезонах | Появление в сезонах | Появление в сезонах |
| Актёр             | Персонаж        | 1                   | 2                   | 3                   | 4                   | 5                   | 6                   | 7                   | 8                   | 9                   | Эпизоды             |
| ----------------- | --------------- | ------------------- | ------------------- | ------------------- | ------------------- | ------------------- | ------------------- | ------------------- | ------------------- | ------------------- | ------------------- |
| Гэбриел Махт      | Харви Спектер   | 12                  | 16                  | 16                  | 16                  | 16                  | 16                  | 16                  | 16                  | 10                  | 134                 |
| Патрик Джей Адамс | Майк Росс       | 12                  | 16                  | 16                  | 16                  | 16                  | 16                  | 16                  |                     | 3                   | 111                 |
| Рик Хоффман       | Луис Литт       | 12                  | 16                  | 16                  | 16                  | 16                  | 16                  | 16                  | 16                  | 10                  | 134                 |
| Меган Маркл       | Рэйчел Зейн     | 12                  | 16                  | 16                  | 16                  | 16                  | 16                  | 16                  |                     |                     | 108                 |
| Сара Рафферти     | Донна Полсен    | 11                  | 15                  | 16                  | 16                  | 16                  | 16                  | 16                  | 16                  | 10                  | 132                 |
| Джина Торрес      | Джессика Пирсон | 12                  | 16                  | 16                  | 16                  | 16                  | 11                  | 7                   |                     |                     | 94                  |
| Аманда Шулл       | Катрина Беннет  |                     | 3                   | 5                   | 8                   | 2                   | 2                   | 3                   | 13                  | 10                  | 45                  |
| Дьюли Хилл        | Алекс Уильямс   |                     |                     |                     |                     |                     |                     | 8                   | 16                  | 10                  | 34                  |
| Кэтрин Хайгл      | Саманта Уилер   |                     |                     |                     |                     |                     |                     |                     | 16                  | 10                  | 26                  |
| Всего эпизодов    | Всего эпизодов  | 12                  | 16                  | 16                  | 16                  | 16                  | 16                  | 16                  | 16                  | 10                  | 134                 |

### Второстепенный состав
| Актёр                   | Персонаж             | Появление в сезонах | Появление в сезонах | Появление в сезонах | Появление в сезонах | Появление в сезонах | Появление в сезонах | Появление в сезонах | Появление в сезонах |
| Актёр                   | Персонаж             | 1                   | 2                   | 3                   | 4                   | 5                   | 6                   | 7                   | Эпизоды             |
| ----------------------- | -------------------- | ------------------- | ------------------- | ------------------- | ------------------- | ------------------- | ------------------- | ------------------- | ------------------- |
| Ребекка Шулл            | Эдит Росс            | 2                   | 4                   | 1                   | 1                   | 1                   |                     |                     | 9                   |
| Дэвид Костабайл         | Дэниел Хардман       |                     | 10                  |                     | 1                   | 3                   |                     |                     | 14                  |
| Макс Топплин            | Гарольд Гандерсон    | 4                   | 7                   | 3                   |                     | 2                   |                     |                     | 16                  |
| Пуч Холл                | Джимми Кирквуд       | 1                   | 1                   |                     |                     | 2                   |                     |                     | 4                   |
| Дэвид Реале             | Бенджамин            | 1                   |                     | 2                   |                     | 2                   | 4                   |                     | 9                   |
| Эбигейл Спенсер         | Дана Скотт           | 1                   | 2                   | 7                   | 1                   | 2                   |                     | 1                   | 14                  |
| Том Липински            | Тревор Эванс         | 4                   | 2                   | 1                   | 1                   | 3                   |                     |                     | 11                  |
| Ванесса Рэй             | Дженни Гриффит       | 6                   | 2                   |                     |                     |                     |                     |                     | 8                   |
| Эрик Клоуз              | Трэвис Таннер        | 1                   | 3                   | 1                   |                     | 1                   |                     |                     | 6                   |
| Гэри Коул               | Кэмерон Деннис       | 1                   |                     | 7                   |                     |                     | 1                   |                     | 9                   |
| Конлет Хилл             | Эдвард Дарби         |                     | 2                   | 4                   |                     |                     |                     |                     | 6                   |
| Адам Годли              | Найджел Несбитт      |                     | 1                   | 4                   |                     |                     |                     |                     | 5                   |
| Макс Бизли              | Стивен Хантли        |                     |                     | 7                   |                     |                     |                     |                     | 7                   |
| Рэйчел Харрис           | Шейла Саз            |                     | 3                   | 3                   | 1                   | 3                   |                     | 1                   | 11                  |
| Дайан Нил               | Эллисон Холт         |                     | 2                   | 1                   |                     |                     |                     |                     | 3                   |
| Уэнделл Пирс            | Роберт Зейн          |                     | 2                   | 2                   | 2                   | 5                   | 4                   | 4                   | 19                  |
| Мишель Фэйрли           | Эва Хэссингтон       |                     |                     | 8                   |                     |                     |                     |                     | 8                   |
| Брэндон Фирла           | Джонатан Сидвелл     |                     |                     | 4                   | 6                   | 2                   |                     |                     | 12                  |
| Желько Иванек           | Эрик Вудалл          |                     |                     | 1                   | 3                   |                     |                     |                     | 4                   |
| Эрик Робертс            | Чарльз Форстман      |                     |                     |                     | 7                   | 1                   |                     |                     | 8                   |
| Д. Б. Вудсайд           | Джефф Малоун         |                     |                     |                     | 12                  | 1                   | 2                   | 1                   | 16                  |
| Брендан Хайнс           | Логан Сандерс        |                     |                     |                     | 7                   |                     |                     |                     | 7                   |
| Нил Макдонаф            | Шон Кэхилл           |                     |                     |                     | 7                   |                     | 8                   |                     | 15                  |
| Кристина Коул           | Пола Эгард           |                     |                     |                     |                     | 7                   |                     | 7                   | 14                  |
| Алома Райт              | Гретхен Бодински     |                     |                     |                     |                     | 8                   | 6                   | 4                   | 18                  |
| Джон Пайпер-Фергюсон    | Джек Солофф          |                     |                     |                     |                     | 12                  | 1                   | 2                   | 15                  |
| Билли Миллер            | Маркус Спектер       |                     |                     |                     | 1                   | 1                   | 1                   |                     | 3                   |
| Лесли Хоуп              | Анита Гиббс          |                     |                     |                     |                     | 6                   | 2                   | 1                   | 9                   |
| Фарид Яздани            | Дэвид Грин           |                     |                     |                     |                     |                     | 3                   |                     | 3                   |
| Пол Шульц               | Фрэнк Галло          |                     |                     |                     |                     |                     | 8                   | 4                   | 12                  |
| Эрик Палладино          | Кевин Миллер         |                     |                     |                     |                     |                     | 8                   |                     | 8                   |
| Малькольм-Джамал Уорнер | Джулиус Роу          |                     |                     |                     |                     |                     | 6                   |                     | 6                   |
| Гленн Пламмер           | Леонард Бэйли        |                     |                     |                     |                     |                     | 7                   |                     | 7                   |
| Иэн Рид Кеслер          | Стю Буццини          |                     |                     |                     |                     |                     | 7                   |                     | 7                   |
| Алан Розенберг          | Уильям Саттер        |                     |                     |                     |                     |                     | 6                   |                     | 6                   |
| Карли Поуп              | Тара Мессер          |                     |                     |                     |                     |                     | 11                  |                     | 11                  |
| Питер Кэмбор            | Нэйтан               |                     |                     |                     | 1                   |                     | 4                   | 2                   | 7                   |
| Джордан Джонсон-Хайндс  | Оливер Грэйди        |                     |                     |                     |                     |                     | 6                   | 5                   | 11                  |
| Джейк Эпстин            | Брайан Альтман       |                     |                     |                     |                     |                     |                     | 2                   | 2                   |
| Рэй Проскиа             | доктор Стэнли Лифшиц |                     |                     |                     |                     |                     |                     | 6                   | 6                   |
| Всего эпизодов          | Всего эпизодов       | 12                  | 16                  | 16                  | 16                  | 16                  | 16                  | 16                  | 108                 |

## Главные герои
| |                   |       |     |     |  |  |
| Харви Реджинальд Спектер | Гэбриел Махт      | Все   | -   | 134 |  |  |
| Лучший адвокат фирмы «Пирсон-Хардман». Родился и вырос в Чикаго в семье саксофониста. В первом эпизоде был повышен до старшего партнёра и, как следствие, вынужден был начать поиски помощника из Гарварда. Однако, благодаря удачному стечению обстоятельств, познакомился с Майком Россом и нанял его, впечатлённый его фотографической памятью и энциклопедическим знанием законов. Однако им пришлось всем врать, что Майк является выпускником Гарварда, и это стало настоящим дамокловым мечом для них. Харви по натуре прохладный, немного деспотичный, но очень честный, хитрый и искренне заботится о своих близких. Всегда стремится закрыть дело, но ради этого никогда не пойдёт на нарушение закона или двойную игру, что часто помогает ему в делах (некоторые ошибочно полагают, что Харви не гнушается использовать грязные методы). В третьем сезоне получил статус именного партнёра, и фирма была переименована в «Пирсон-Спектер». |                   |       |     |     |  |  |
| |                   |       |     |     |  |  |
| Майкл «Майк» Джеймс Росс | Патрик Джей Адамс | 1 — 7 | 9   | 111 |  |  |
| Гениальный юноша с фотографической памятью. Его родители погибли в автокатастрофе, поэтому его воспитывала бабушка. Всегда мечтал быть юристом и чуть не поступил в Гарварда, но из-за ошибки своего друга Тревора навсегда лишился этого права, и стал зарабатывать сдачей экзаменов университетов за других. В первом эпизоде случайно познакомился с Харви и был нанят им на должность своего помощника, тем самым исполнив свою давнюю мечту. В первом сезоне часто совершал ошибки на новой работе, за отсутствием юридического образования, но постепенно, благодаря накапливающемуся опыту и Харви, стал первоклассным юристом. Также сильно сблизился с Харви и стал его лучшим другом. В конце третьего сезона ушёл в инвестиционные банкиры, но в итоге провалил дело и вернулся в «Пирсон-Спектер». В пятом сезоне стал младшим партнёром, но вскоре был разоблачён как мошенник и посажен в тюрьму. В шестом сезоне он сталкивается в тюрьме с преступником, посаженным Харви, из-за чего его жизнь оказалась под угрозой, но уже в 9 серии герои смогли освободить его досрочно, после чего Харви предложил ему вернуться в фирму в качестве консультанта. Однако Майк отверг его предложение, решив начать с чистого листа, и ушёл вместо этого в «юридическую клинику», где быстро заработал себе авторитет, но затем получил шанс стать официальным адвокатом. Поначалу отказался, но когда его коллега из клиники растерялся на судебном слушании и провалил его, Майк решился принять сделку. В итоге получил официальную лицензию юриста и вернулся в фирму, но стал также брать специальные бесплатные дела, аналогичные работе юридических клиник. В конце сезона наконец-то женится на любимой женщине и уезжает в Сиэтл руководить собственной фирмой. В 9 сезоне Майк вернулся в трёх сериях: сперва как оппонент нового партнёра фирмы по одному делу, а затем — как участник спасения фирмы из новой беды. |                   |       |     |     |  |  |
| |                   |       |     |     |  |  |
| Луис Марлоу Литт | Рик Хоффман       | Все   | -   | 134 |  |  |
| Руководитель стажёров и пищевой снабженец «Пирсон-Хардман», прекрасно разбирается в финансовых вопросах слияний и поглощений. Соперник Харви на профессиональной почве, но все же друг Харви. Достаточно положительный и заботливый, но при этом чрезвычайно раним и завистлив. В свободное время любит принимать грязевые ванны и смотреть балет. Любит кошек. Имеет младшую сестру Эстер (Эми Экер), с которой у него непростые отношения. Считает, что Джессика не ценит его по достоинству, поскольку в своё время первым получил должность младшего партнёра, но не старшего. С самого начала подозрительно относился к Майку, но позже научился его уважать и становится другом Майка. В четвёртом сезоне совершил огромную ошибку, чуть не стоившую фирме всего, из-за чего добровольно ушёл, но затем случайно раскрыл Майка и шантажом заставил Джессику вернуть его в статусе именного партнёра, тем самым переименовав фирму в «Пирсон-Спектер-Литт». Вскоре смог простить коллег за сокрытие тайны Майка и поэтому, когда Майка арестовали, также сделал всё возможное ради его спасения. Долгое время встречался с сотрудницей Гарварда Шейлой Саз, предложил ей вступить в брак, но различия в отношении будущих детей вынудили их расстаться. В шестом сезоне влюбился в архитектора Тару Мессер, которой в 10 серии сделал предложение, но в итоге в конце сезона она ушла от него, когда узнала, как он использовал секрет Майка в свою пользу. В 7 сезоне вновь сталкивается с Шейлой и когда они поняли, что не могут жить друг без друга, то сходятся окончательно. В финальной серии они женятся и сразу после этого у них рождается дочь Люси. |                   |       |     |     |  |  |
| |                   |       |     |     |  |  |
| Рэйчел Элизабет Зейн | Меган Маркл       | 1 — 7 | 108 |     |  |  |
| Паралегал в «Пирсон-Хардман», познакомившаяся с Майком в его первый рабочий день в фирме. Является дочерью известного адвоката Роберта Зейна, но предпочитает не распространяться об этом и зарабатывать сама. Помогала Майку адаптироваться на новой должности и разбираться с первыми делами. Постепенно влюбилась в него, но «гарвардский секрет» Майка мешал им быть вместе. В итоге в конце второго сезона Майк наконец всё ей рассказал и они стали парой, а в конце четвёртого Майк сделал ей предложение. В пятом сезоне начала учиться в Колумбийском университете и, в качестве исключения, стала полноценным помощником юриста. В отсутствие Майка в штате фирмы была помощницей Харви, но не очень хорошо с этим справлялась. В финале пятого сезона готовилась к свадьбе с Майком, но тот решил отложить бракосочетание до своего возвращения из тюрьмы. Между событиями шестого и седьмого сезона стала официальным юристом. В финале седьмого сезона наконец выходит замуж за Майка и уезжает вместе с ним в Сиэтл. В финальной серии сериала была показана во флэшбеках из предыдущих сезонов. |                   |       |     |     |  |  |
| |                   |       |     |     |  |  |
| Донна Роберта Полсон | Сара Рафферти     | Все   |     | 132 |  |  |
| Лучшая подруга и секретарь Харви еще со времен работы в прокуратуре. Актриса в любительском театре. Изначально была единственным сотрудником фирмы, посвящённым в секрет Майка. Добрая, имеет сардонические чувство юмора, отлично разбирается в людях и всегда на шаг впереди Харви в своих действиях. Ставит работу с ним на первое место и поэтому уделяет мало времени своей личной жизни. В одном из флэшбеков выясняется, что у них с Харви была связь на одну ночь, но Донна принципиально не может встречаться с коллегами, и поэтому они не стали развивать свои отношения. Харви доплачивает ей из своего кармана. В конце четвёртого сезона перешла от Харви к Луису Литту, желая изменить жизнь, но после ареста Майка вернулась к Харви. В шестом сезоне завуалировано говорится, что Донна состояла в отношениях с рэпером Тупаком незадолго до его смерти и одна из песен его последнего альбома — о ней (предположительно, «Me and my girlfriend»). В седьмом сезоне потребовала у Харви место старшего партнёра, и он поначалу согласился, но затем предоставил ей более приемлемое место исполнительного директора. В восьмом сезоне у Донны завязались романтические отношения с очередным клиентом фирмы, однако это привело к тому, что начал меняться характер её отношений с Харви. Осознав, что всё это время должны были быть вместе, они официально становятся парой, что вызывает радость всей фирмы. В финальной серии была вместе с Харви свидетельницей на свадьбе Луиса, сразу после чего состоялась их с Харви собственная свадьба и переезд в Сиэтл в фирму Майка и Рэйчел. |                   |       |     |     |  |  |
| |                   |       |     |     |  |  |
| Джессика Лурдес Пирсон | Джина Торрес      | 1 — 6 | 7   | 94  |  |  |
| Управляющий партнёр «Пирсон-Хардман», наставница Харви. Холодная, властная и по-своему деспотичная, но ценит преданность и за сотрудников стоит горой. Изначально не знала секрет Майка, но в конце первого сезона узнала и собиралась его уволить, но Майк доказал ей свою ценность как сотрудника, и она тоже стала его прикрывать, хотя ей это давалось тяжелее, чем Харви и Донне. Была категорически против его возвращения в фирму, но позже смирилась. В течение сериала два раза теряла свой управленческий статус, но благодаря Харви и Майку всегда возвращала его. В шестом сезоне Джессика берётся помочь Рэйчел с делом невинно осуждённого на казнь и поначалу пытается вести его в своей обычной прохладной манере, но постепенно начинает всё больше раскрывать этому делу душу. В 10 серии немного раскрывается прошлое Джессики: она родилась в семье врача, который зачастую больше времени проводил на работе, чем дома, и надеялся, что дочь пойдёт по его стопам. Когда Джессика выбрала юриспруденцию, отец пытался её отговорить, предупреждая, что она потом забудет о своих идеалах и превратится в деспотичную охотницу за властью, и в итоге так и оказалось. В течение серии Джессика вспомнила об этом и в результате полностью переосмыслила свои ценности и уволилась из фирмы, решив больше не работать в корпоративной сфере. Харви и Луис разделили между собой её обязанности. В 16 серии 6 сезона по вызову Харви ненадолго вернулась, чтобы помочь Майку пройти профессиональную комиссию и стать адвокатом. После этого Харви, по условию, стал единоличным управляющим партнёром, но продолжил периодически с ней связываться. Её фамилия некоторое время оставалась в названии фирмы, но после аннулирования нью-йоркской лицензии Джессики название пришлось сократить до «Спектер-Литт». О её дальнейших приключениях рассказывается в сольном сериале Пирсон. |                   |       |     |     |  |  |
| |                   |       |     |     |  |  |
| Катрина Беннет | Аманда Шулл       | 8-9   | 3-7 | 18  |  |  |
| Адвокат, впервые появившаяся во втором сезоне. Была нанята в фирму после своего добровольного увольнения из офиса окружного прокурора и стала второй помощницей Харви (после Майка). Поначалу обращалась с другими сотрудниками фирмы высокомерно, ссылаясь на свой былой статус, и любила всеми командовать. Майк её открыто за это презирал, и она ему отомстила, создав сатирический мультфильм о нём и разослав его на все компьютеры фирмы. Однако это привело к тому, что Харви стал её игнорировать. Как следствие, она была вынуждена перейти на работу к Луису, который вскоре проникся к ней симпатией и сделал своей протеже. После временного увольнения Луиса перешла работать к отцу Рэйчел, но сохранила связи с бывшими коллегами и сотрудничала с Майком по общим делам. Луис после возвращения хотел нанять её обратно, но не решился вовлекать её в фактический преступный сговор. Во время суда над Майком незаметно записала свой разговор с Луисом, где тот сознался в соучастии, чтобы с помощью этого обратить на себя внимание Роберта, но Луис убедил её уничтожить запись и держаться подальше от этой истории. В шестом сезоне помогла Луису привести некоторых юристов из фирмы Зейна, а позже вернулась туда сама. С восьмого сезона Катрина вошла в число главных персонажей. Она была повышена до старшего партнёра и активно строит себе репутацию. Однако дело немного портят приступы мигреней, которыми она снова начала страдать впервые с детских лет. Также она стала много сотрудничать с начинающим и перспективным юристом Брайаном (новым любимцем Луиса), который какое-то время считал Катрину бесчувственной. Однако ситуация резко осложняется, когда у Катрины начинают развиваться романтические чувства к Брайану, хотя тот женат и имеет маленького сына. Когда и Брайан начал испытывать к ней некоторое влечение, оба поняли, что это неправильно, и Брайан добровольно уволился из фирмы, чтобы не поддаваться соблазну. Катрина в знак благодарности за всю его помощь в рамках сезона отдала ему пару клиентов фирмы. В финальной серии присутствовала на обеих дружеских свадьбах, а вскоре была повышена до именного партнёра. |                   |       |     |     |  |  |
| |                   |       |     |     |  |  |
| Алекс Уильямс | Дьюли Хилл        | 8-9   | 7   | 34  |  |  |
| Бывший адвокат конкурирующей фирмы «Брэттон-Гулд», старый друг Харви. Был нанят на место нового старшего партнёра в седьмом сезоне. Имеет жену и двух дочерей-подростков. Умеет танцевать чечётку. Довольно быстро нашёл общий язык с остальными главными героями, особенно с Луисом, с которым у него нашлось много общего (в частности, любовь к кошкам). Однако, когда Майк ввязался в дело о незаконной эксплуатации заключённых в строительстве тюрем, дело обрело трагический оборот, ведь много лет назад бывший начальник Алекса Томас Брэттон специально переформатировал документы этой деятельности, чтобы создать впечатление, будто именно Алекс является организатором этой схемы, чем заставил его их прикрывать ради защиты своей семьи. Однако Майк и Харви смогли вырвать его из этой истории, и Алекс смог зажить спокойно. В двух последних сезонах Алекс активно участвовал во всех событиях: как в рядовых делах каждого, так и в спасении судьбы всей фирмы. |                   |       |     |     |  |  |
| |                   |       |     |     |  |  |
| Саманта Энн Уиллер | Кэтрин Хайгл      | 8-9   | -   | 26  |  |  |
| Опытный и жёсткий адвокат, протеже Роберта Зэйна. Выросла сиротой, сменив множество временных опекунов и не зная своих корней. В финальном сезоне решила найти своих биологических родителей и в итоге находит отца. К её облегчению выясняется, что от неё никто не отказывался: её мать рано умерла, а отец о существовании дочери вообще не знал. Служила в армии, каждое утро занимается боксом. Однако, несмотря на свою твёрдость, она очень ценит такие вещи, как дружба и семья, поскольку сама в детстве была их почти лишена, и способна быть мягкой и заботливой по отношению к дорогим ей людям. Поэтому она чрезвычайно лояльна Роберту, который для неё почти приёмный отец. Была нанята в фирму в начале восьмого сезона, когда руководство «Спектер-Литт» взял на себя Роберт. Поначалу ведёт себя неприветливо и несколько нахально с новыми коллегами, движимая лишь своей амбициозностью. Это усиливается после того, как одновременно ей и Алексу предлагают потенциальное повышение до именного партнёра в случае победы в важном деле. Противостояние было ожесточённым, но в итоге закончилось повышением обоих и примирением. В процессе она также познакомилась и подружилась с одной из дочерей Алекса, а позже и с его женой. По мере событий сезона она строит дружбу с коллегами и обретает в них новую семью. В финальном сезоне раскрывается, что у неё когда-то был тайный роман с одним из соруководителей фирмы Роберта, Калдором, но когда тот вдруг решил ради неё уйти из семьи, Саманта незамедлительно прекратила роман, поскольку всегда воспринимала его лишь как интрижку и не собиралась разрушать семью Калдора. Тот в ответ заявил, что та просто увидела в нём плохую отцовскую фигуру для себя. В том же сезоне знакомится с Майком Россом в качестве оппонента по делу и быстро убеждается в его мастерстве, однако, принципиально отказываясь проигрывать даже вопреки просьбе Харви отступить, Саманта подделала улики против клиента Майка. Однако наблюдатель из коллегии адвокатов, следившая за фирмой, узнала об этом и незамедлительно уволила Саманту, чем подняла на бунт всю фирму. В итоге в дело включился и Майк, ставший представлять Саманту в деле о незаконном увольнении. Это позволило им по-нормальному узнать друг друга и подружиться. В финале присутствовала на свадьбах Луис-Шейла и Харви-Донна, после чего поприветствовала Катрину в число именных партнёров фирмы, которая отныне стала называться «Литт-Уиллер-Уильямс-Беннет». |                   |       |     |     |  |  |

## Второстепенные герои
| |                      |              |         |    |  |  |
| Тревор Эванс | Том Липински         | 1, 2, 5      | 3, 4    | 11 |  |  |
| Бывший лучший друг Майка. Программист, но вместо этого торговал наркотиками и имел серьёзные проблемы с дилерами. Именно из-за него Майк лишился шанса поступить в Гарвард на юриста: Тревор убедил Майка продать анонимному клиенту ответы на тест по математике, но этим клиентом оказалась дочь декана того колледжа, где учился Майк. В результате декан был вынужден уйти в отставку, но перед этим позвонил в Гарвард с требованием никогда не принимать Майка. Однако, в то же время, именно благодаря Тревору Майк устроился в «Пирсон-Хардман», поскольку Майк попал на собеседование с Харви именно при доставке марихуаны для Тревора. После этого Тревор долгое время доставлял Майку проблемы, ввязывая его в свои криминальные истории, а также раскрыв его секрет Джессике в отместку за то, что Майк встречался с его девушкой. В третьем и четвёртом сезоне Тревор был показан только во флэшбеках, а в пятом Майк попробовал пригласить его на свою свадьбу с Рэйчел, но Тревор отказался, так как теперь женат и старается больше не связываться со знакомыми из криминального прошлого. Использовался как свидетель обвинения на суде против Майка, но был легко побеждён Харви. |                      |              |         |    |  |  |
| |                      |              |         |    |  |  |
| Дженни Грифит | Ванесса Рэй          | 1, 2         | 3       | 8  |  |  |
| Бывшая девушка Тревора. Не знала, что он торгует наркотиками, но в итоге узнала и рассталась с ним. После этого стала встречаться с Майком и хранила его секрет. Не хотела рассказывать Тревору об их отношениях, пока тот не исправит свою жизнь, но он всё равно узнал, без спроса прослушав голосовое сообщение Рэйчел с признанием в любви, отправленное Майку. После этого он в отместку за Дженни рассказал Джессике секрет Майка, а затем рассказал Дженни про сообщение. После этого Дженни рассталась с Майком и более не появлялась в настоящем времени. |                      |              |         |    |  |  |
| |                      |              |         |    |  |  |
| Эдит Росс | Ребекка Шулл         | 1, 2         | 3—5     | 9  |  |  |
| Бабушка Майка, которая воспитала его после смерти родителей. Когда у неё ослабло здоровье, Майк поместил её в дом престарелых и стал зарабатывать сдачей экзаменов, чтобы оплачивать её содержание. Не любила Тревора и считала его якорем для Майка. Умерла во втором сезоне, но продолжила появляться во флэшбеках. |                      |              |         |    |  |  |
| |                      |              |         |    |  |  |
| Кайл Дюран | Бен Холлингсворт     | 1            |         | 2  |  |  |
| Стажёр в «Пирсон-Хардман», фаворит Луиса. Соперничает с Майком наподобие того, как Луис соперничает с Харви. Абсолютно аморален и любит оскорблять и унижать Майка. После первого сезона исчез из действия и более не упоминался. |                      |              |         |    |  |  |
| |                      |              |         |    |  |  |
| Гарольд Гандерсон | Макс Топплин         | 1—3          | 5       | 16 |  |  |
| Стажёр в «Пирсон-Хардман», один из первых друзей Майка в фирме. Застенчивый и чувствительный. Часто выполняет поручения для Луиса, но тот относится к нему пренебрежительно. Безответно влюблён в Рэйчел. Из-за распрей с Луисом и своей ошибки был с позором уволен, но Майк смог найти ему работу в конкурирующей фирме «Бреттон-Гулд». Позже снова появился в третьем сезоне, где его ненависть к Луису получила продолжение. Впоследствии также эпизодически появлялся в других сезонах, включая последний. |                      |              |         |    |  |  |
| |                      |              |         |    |  |  |
| Джимми Кирквуд | Пуч Холл             | 5            | 1, 2    | 4  |  |  |
| Стажёр в «Пирсон-Хардман», нанятый примерно в одно время с Майком. Пришёл из рабочей семьи и своими силами пробился в Гарвард. Позже, ради получения должности младшего партнёра, слил конкурирующей фирме секретные файлы фирмы, взяв их в техническом отделе под именем Луиса (его там никогда не видели), невольно подставив Рэйчел, но был раскрыт Майком и уволен, после чего перешёл в «Бреттон-Гулд». Именно через него Майк нашёл работу Гарольду. |                      |              |         |    |  |  |
| |                      |              |         |    |  |  |
| Дана «Скотти» Скотт | Эбигейл Спенсер      | 2, 3, 5      | 1, 4, 8 | 14 |  |  |
| Возлюбленная Харви, с которой он учился в Гарварде. Работает в конкурирующей фирме, принадлежащей Эдварду Дарби. В первых двух сезонах встречалась с Харви по паре дел, и каждый раз они проводили вместе ночь. В третьем сезоне её фирма сливается с «Пирсон-Хардман», и та становится «Пирсон-Дарби», а затем (после повышения Харви) «Пирсон-Дарби-Спектер». По инициативе Харви, Джессика повышает Скотти до старшего партнёра, и та начинает полноценно встречаться с Харви. Однако тот не решается раскрыть ей секрет Майка, что делало их отношения несколько напряжёнными. В конце сезона, после отставки Дарби, Харви расстаётся со Скотти, но наконец раскрывает ей секрет Майка. Она обещает его хранить, но понимает, что они с Харви не смогут быть вместе из-за необходимости разделять личную и профессиональную жизнь. В четвёртом и пятом сезоне эпизодически возвращалась, но шла на контакт неохотно из-за обиды на Харви и Майка. В последний раз появилась в восьмом сезоне, где выступала оппонентом Саманты по очередному делу. |                      |              |         |    |  |  |
| |                      |              |         |    |  |  |
| Трэвис Таннер | Эрик Клоуз           | 2            | 1, 3, 5 | 6  |  |  |
| |                      |              |         |    |  |  |
| |                      |              |         |    |  |  |
| Кэмерон Деннис | Гэри Коул            | 3, 6         | 1, 8    | 10 |  |  |
| Окружной прокурор, бывший наставник Харви. Был для него близким другом, но затем Харви узнал, что Кэмерон часто подтасовывал улики ради того, чтобы посадить очередного обвиняемого. Это заставило Харви разорвать с ним всякие отношения. В конце первого сезона оказалось, что один из посаженных ими людей был невиновен, но Майк и Харви смогли доказать невиновность этого юноши и посадить настоящих убийц. Позже Кэмерон ещё не раз появлялся в сюжете, играя в основном антагонистическую роль, но в шестом сезоне помог Харви спасти Майка из тюрьмы. |                      |              |         |    |  |  |
| |                      |              |         |    |  |  |
| Дэниел Хардман | Дэвид Костабайл      | 2, 5         | 4, 8    | 14 |  |  |
| Один из основателей и бывший управляющий партнёр «Пирсон-Хардман», главный антагонист второго сезона. За пять лет до основных событий сериала тайно присваивал деньги клиентов фирмы; когда его раскрыли, он заявил, что тратит их на лечение своей жены (она была больна раком), но Харви выяснил, что на самом деле он тратил их на любовницу-коллегу. После этого Дэниела вынудили уйти в отставку для присмотра за женой, и Джессика стала новой управляющей, но фамилия Хардмана осталась в названии. Во втором сезоне, после смерти жены, решил вернуться в фирму, утверждая, что изменился и не собирается совершать новых злодеяний. Однако вскоре он начал претворять в жизнь план мести, вновь присвоив себе статус управляющего партнёра и унижая Майка, Харви и Джессику. Причём ему помог Луис, по-наивности поверивший, что Дэниел сделал его старшим партнёром потому, что заметил его. Хардман даже подставил Донну в том, чего она не делала, из-за чего та временно ушла из фирмы. Однако в итоге Майк и Харви раскрыли Хардмана, и он был уволен из фирмы окончательно, но даже после этого не перестал мстить героям, помогая новым антагонистам. В последний раз появлялся в восьмом сезоне, в котором был убран из игры окончательно. |                      |              |         |    |  |  |
| |                      |              |         |    |  |  |
| Шейла Саз | Рэйчел Харрис        | 2, 3, 5, 7-9 | 4       | 28 |  |  |
| Сотрудница юридического отделения Гарварда, возлюбленная Луиса. Отвечает за стажировки выпускников в юридических фирмах. Любит БДСМ. В третьем сезона она и Луис хотели пожениться, но их помолвка быстро распалась из-за того, что они хотели от брака совершенно разных вещей (Луис хотел быть отцом, а Шейла чайлдфри). В четвёртом сезоне Луис попробовал с ней помириться, но она отказалась. В пятом сезоне случайно разоблачила Майка и написала об этом в Гарвард, что привело к аресту Майка. Изначально хотела держаться в стороне от этой истории, но была найдена обвинителем и привлечена. Однако, благодаря Луису, на итоговый судебный процесс не попала, что позволило героям оттянуть итоговое заседание. В 7 сезоне Луис встретил её вновь и узнал, что она помолвлена, однако они снова начали испытывать к другу сильное влечение. В итоге в финале сезона, поняв, что ей на самом деле нужен именно Луис, Шейла разрывает помолвку и воссоединяется с Литтом, решив, что ради него готова пересмотреть и своё мнение насчёт детей. Присутствовала вместе с Луисом на свадьбе Майка и Рэйчел. В 8 сезоне они начали готовиться к обзаведению первым ребёнком, но Шейла неожиданно отнеслась к этому более ответственно, чем Луис, для которого оказалось труднее завязать с некоторыми мешавшими деторождению привычками. Однако в итоге их надежды оправдались, и в финальной серии, сразу после свадьбы, у них родилась дочь Люси. |                      |              |         |    |  |  |
| |                      |              |         |    |  |  |
| Моника Итон | Джина Холден         | 2            |         | 2  |  |  |
| |                      |              |         |    |  |  |
| |                      |              |         |    |  |  |
| Роберт Зейн | Уэнделл Пирс         | 2-9          | -       | 19 |  |  |
| Отец Рэйчел, известный юрист и именной партнёр конкурирующей фирмы «Рэнд, Калдор и Зейн». Не одобрял то, что Рэйчел решила пойти по его стопам, уверенный, что ей больше подходит другая профессия. По натуре строгий и настойчивый, но искренне любит своих жену и дочь и готов сделать всё ради них. Познакомился с Майком во втором сезоне и быстро проникся к нему взаимным уважением. После того, как Майк стал бойфрендом и гражданским мужем Рэйчел, Роберт стал теснее с ним общаться и даже несколько раз сотрудничал. В пятом сезоне, когда Майк и Рэйчел обручились, Роберт попытался заставить его заключить брачный контракт, но Рэйчел аннулировала его, считая эту идею нелепым предрассудком. Когда Майк был арестован, Роберт хотел его представлять, но узнав, что обвинения справедливы, передумал и даже попытался разрушить помолвку Майка и Рэйчел, но в итоге ничего не добился. В шестом сезоне помогал дочери с проектом для университета, а в 10 серии предложил Джессике слияние фирм. Очевидно, он смог простить Майка, так как в седьмом сезоне помогал дочери с подготовкой к свадьбе. В 8 сезоне Роберт и Харви всё же провели слияние фирм, и он вошёл в число именных партнёров, тем самым переименовав её в «Зейн-Спектер-Литт». Вскоре занял должность управляющего, когда Харви осознал, что ему больше нравится играть на поле, а не руководить. Также привёл с собой Саманту. Однако финал сезона обернулся тем, что Роберт для защиты фирмы от Хардмана (его бывшего одноклассника) взял на себя вину в нарушении адвокатской тайны, за что был лишён лицензии. Когда шокированная Саманта потребовала объяснений, Роберт рассказал ей, что таким образом хотел себя наказать: много лет назад Саманта подверглась нападению грабителя, и Роберт и Кэмерон его посадили, но вскоре этот грабитель был убит в собственной камере, и все эти годы Роберт винил в этом себя. В девятом сезоне должность управляющего занял Луис. Герои хотели оставить фамилию Роберта в названии фирмы (подобно тому, как было с Джессикой), но наблюдатель из коллегии адвокатов вынудила их убрать её. В результате Роберт под конец сериала тоже включился в финальную битву, а затем присутствовал на обеих свадьбах. |                      |              |         |    |  |  |
| |                      |              |         |    |  |  |
| Эдвард Дарби | Конлет Хилл          | 2, 3         |         | 6  |  |  |
| |                      |              |         |    |  |  |
| |                      |              |         |    |  |  |
| Гордон Спектер | Джеймс Маккеффри     |              | 3, 5    | 2  |  |  |
| Отец Харви, музыкант-саксофонист. Был в очень близких отношениях с сыном и всегда его поддерживал. Однако их семейная жизнь не была идеальной: его жена Лили постоянно изменяла ему с автомехаником, о чём Харви случайно узнал в 6 лет. Он много лет умолял её прекратить эту интрижку, но она не смогла, а Гордон даже ничего не подозревал. Харви наконец решился ему рассказать, уже став взрослым, и их семья оказалась разрушена: Лили уехала жить к своему любовнику, а Гордон несколько дней не покидал комнату. Но позже он смог прийти в себя и сохранил близкие отношения с Харви. Скончался в день его назначения младшим партнёром. Его похороны едва не заставили Харви помириться с матерью, но в итоге ссора возобновилась и окончательно прекратилась лишь в 6 сезоне. |                      |              |         |    |  |  |
| |                      |              |         |    |  |  |
| Найджел Несбитт | Адам Годли           | 3            |         | 5  |  |  |
| |                      |              |         |    |  |  |
| |                      |              |         |    |  |  |
| Стивен Хантли | Макс Бизли           | 3            |         | 7  |  |  |
| Устранитель проблем Эдварда Дарби, основной антагонист третьего сезона. Прибыл в «Пирсон-Дарби» для организации нового устройства фирмы после слияния. Быстро привлёк внимание Донны и на некоторое время стал её любовником, что заметно расстроило Харви. При этом Стивен довольно нагло влезал в дела Харви за его спиной, чем только подливал масла в огонь. Однако затем герои обнаружили, что именно Стивен был организатором того преступления, которое они расследовали ради защиты клиента, и он на самом деле прибыл в Нью-Йорк ради того, чтобы убедиться, что его никто не раскроет. Однако герои в итоге разрушили его планы и сдали правосудию. |                      |              |         |    |  |  |
| |                      |              |         |    |  |  |
| Эва Хэссингтон | Мишель Фэйрли        | 3            |         | 8  |  |  |
| Дочь старого друга Эдварда Дарби, опытная бизнесвумен. Была под защитой команды главных героев большую часть третьего сезона, так как Кэмерон обвинял её в организации массового убийства людей, протестовавших против строительства трубопровода. Харви и Майк защищали её со всем профессионализмом, но втайне считали, что она виновна. Однако, когда она в ходе личного допроса на камеру произнесла эмоциональную речь в свою защиту, герои с ужасом осознали, что она невиновна, и стали защищать уже не ради работы, а ради справедливости. Когда оказалось, что организатором убийств был Стивен Хантли (так он выполнял своё стремление «решить проблему» близкого Дарби человека), Эва оказалась спасена, но ценой своих отношений с Дарби. Несколько серий спустя попыталась засудить фирму за халатность, так как ей было проще винить в фирму в своих долгих мучениях, но Харви смог убедить её, что они её защищали искренне, и она отступила. |                      |              |         |    |  |  |
| |                      |              |         |    |  |  |
| Джонатан Сидвелл | Брэндон Фирла        | 3—5          |         | 12 |  |  |
| |                      |              |         |    |  |  |
| |                      |              |         |    |  |  |
| Эрик Вудалл | Желько Иванек        | 4            | 3       | 4  |  |  |
| |                      |              |         |    |  |  |
| |                      |              |         |    |  |  |
| Шон Кэхилл | Нил Макдонаф         | 4, 6         | 8, 9    | 19 |  |  |
| Сотрудник КЦББ, впервые появившийся в четвёртом сезоне. Активно изучал противостояние Харви и Майка во время пребывания последнего в статусе инвестиционного банкира. После возвращения Майка в фирму заподозрил, что они с Харви были в сговоре, и начал пытаться это доказать. Однако в итоге узнал, что его босс Эрик Вудалл всё это время работал на Форстмана и подстроил это преследование из-за него. Эта история, а затем и арест Форстмана, позволили Шону подняться по должности и стать одним из главных прокуроров комиссии, поэтому в 6 сезоне он согласился помочь Харви вытащить Майка из тюрьмы досрочно. В финальном сезоне стараниями Форстмана их едва не посадили за это, но Харви и Шон смогли выкрутиться. |                      |              |         |    |  |  |
| |                      |              |         |    |  |  |
| Логан Сандерс | Брендан Хайнс        | 4            |         | 7  |  |  |
| |                      |              |         |    |  |  |
| |                      |              |         |    |  |  |
| Джефф Мэлоун | Д. Б. Вудсайд        | 4, 6         | 5       | 14 |  |  |
| Юрист из конкурирующей фирмы, у которого были отношения с Джессикой. Впервые появился в четвёртом сезоне. Уволился из своей фирмы и перешёл к Джессике, как новый старший партнёр, чтобы быть ближе к ней. Однако она была вынуждена хранить от него массу секретов, что сильно портило их отношения. В итоге он не выдержал лжи и порвал с ней. В 5 сезоне, после ареста Майка, помирился с Джессикой и простил её. В 6 сезоне получил предложение о переводе в Чикаго и принял его, а в 10 серии к нему в этой поездке присоединилась Джессика. |                      |              |         |    |  |  |
| |                      |              |         |    |  |  |
| Чарльз Форстман | Эрик Робертс         | 4, 5         | 9       | 9  |  |  |
| Коррумпированный бизнесмен, известный своей грязной репутацией, заклятый враг Харви и главный антагонист пятого сезона. В прошлом Харви обратилс к нему за помощью с инвестированием средств в ресторан своего брата Маркуса, но Форстман подставил их обоих, после чего Харви зарёкся с ним связываться. В основном сюжете он появился в четвёртом сезоне, когда Майк обратился к нему за помощью со сделкой против фирмы. Форстман согласился, но поставил условие, чтобы Майк вырезал из сделки своего начальника Джонатана Сидвелла. Майк, будучи в отчаянном положении, согласился, однако сделка не состоялась, а Форстман тайком рассказал Сидвеллу про условие, в результате чего Майк лишился работы. После этого выяснилось, что целью Форстмана было переманить Майка к себе, что он и попытался сделать, подстроив его увольнение, но Луис вмешался в ситуацию и вернул Майка в фирму. У Луиса с Форстманом тоже случилась неприятная сделка, из-за которой КЦББ могла уничтожить всю фирму. Однако герои смогли вычислить предателя в Комиссии, чем спасли Луиса, а в конце сезона Харви с помощью маленькой хитрости наконец посадил Форстмана за решётку. Однако там он умудрился сделать себе санаторий, и в 5 сезоне начал инвестировать Хардмана, чтобы лишить Харви фирмы и таким образом отомстить. Харви спас ситуацию, добровольно уволившись из фирмы, а позже смог вернуться безопасным путём. В финальных сериях Форстман предпринял новую попытку удара по фирме, став ложным информатором против Харви и Кэхилла, но героям удалось снова его победить. |                      |              |         |    |  |  |
| |                      |              |         |    |  |  |
| Клэр Боуден | Тройэн Беллисарио    |              | 5       | 2  |  |  |
| Молодая юрист, у которой были короткие отношения с Майком. Он работал курьером в её компании и немного помогал ей с делами, но вынужден был врать, что учится на юриста в Колумбийском университете, чтобы пояснить, откуда так много знает о юриспруденции. Однако её босс, который сам был к ней неравнодушен, из ревности разоблачил Майка перед ней, и они расстались. Позже Клэр появилась в настоящем времени, где неожиданно стала коллегой Майка по его первому делу в должности младшего партнёра. Понимая, что ему нельзя ей показываться, Майк был вынужден использовать Рэйчел для переговоров с Клэр, сам работая тайно. Для Рэйчел это оказалось непросто, так как она очень быстро увидела в Клэр идеальную соперницу и даже в порыве ревности пригрозила ей судом по делу, но Майк убедил Рэйчел, что его отношения с Клэр всё равно бы не продлилось долго. Однако в итоге Клэр догадалась, что прописанный в деле Майкл Росс — это её старый знакомый. Тогда Рэйчел созналась ей в их помолвке и убедила не сдавать Майка, сказав, что он действительно изменил свою жизнь и не заслуживает тюрьмы. Клэр согласилась, но позже созналась Майку, что не верит словам Рэйчел: по её мнению, они должны разорвать помолвку, так как однажды Майка раскроют и Рэйчел тоже окажется повязана. Однако в итоге ни Майк, ни Рэйчел не прислушались к её словам. |                      |              |         |    |  |  |
| |                      |              |         |    |  |  |
| Джек Солофф | Джон Пайпер-Фергюсон | 5            | 6       | 13 |  |  |
| Партнёр в Пирсон-Спектер-Литт, основной антагонист героев в первой части пятого сезона. Недолюбливает Харви, считая его незаслуженным любимчиком Джессики, и постоянно пытался его оклеветать в глазах партнёров. Позже выяснилось, что он работает на Хардмана и Форстмана, которые шантажом переманили его на свою сторону, пообещав ему статус именного партнёра в фирме. Однако в итоге герои смогли победить обоих, и в 6 сезоне Джек, благодаря Джессике, получил работу у Роберта. |                      |              |         |    |  |  |
| |                      |              |         |    |  |  |
| Гретхен Бодински | Алома Райт           | 5-9          |         | 34 |  |  |
| Пожилая юридическая секретарша, которую Харви нанял на место Донны в 5 сезоне. Изначально Харви сомнительно к ней относился, наняв её за опыт, но вскоре она показала, что полностью эквивалентна Донне в плане предусмотрительности и исполнительности. После возвращения Донны перешла к Луису, с которым поладила на той почве, что знала его покойную секретаршу Норму (которая многократно упоминалась, но никогда физически не появлялась в сериале). |                      |              |         |    |  |  |
| |                      |              |         |    |  |  |
| Анита Гиббс | Лесли Хоуп           | 5, 6         | 7       | 11 |  |  |
| Жёсткая прокурорша, пытавшаяся разоблачить Майка, главный антагонист вторых частей пятого и шестого сезонов. Готова пойти на любые меры ради того, чтобы посадить очередного обвиняемого. Очень настойчиво добывала новые улики против Майка, но вся фирма и некоторые люди вне её защищали Росса всеми силами. Однако Майк не смог дождаться вердикта присяжных, слишком опасаясь за судьбу друзей, и поэтому добровольно пошёл на сделку с Гиббс: два года тюрьмы в обмен на полный иммунитет для фирмы. Сперва коллеги были готовы смириться, но затем Харви узнал страшную правду: присяжные хотели признать Майка невиновным за отсутствием весомых доказательств, хотя всем было ясно, что Гиббс права. Харви попытался аннулировать сделку, но не смог, и Майк всё равно сел. Но в итоге жертва Майка оказалась напрасной, так как после его заключения абсолютно все сотрудники фирмы, кроме главных героев, покинули её. В 6 сезоне, когда Майк вышел из тюрьмы, Гиббс возобновила свою охоту за ним и пробилась в коллегию юристов по профпригодности, чтобы не дать Майку стать официальным адвокатом. Однако своевременное вмешательство Джессики заставило её прекратить охоту и дать Майку осуществить свою мечту. В 7 сезоне Майк в качестве благодарности попробовал привлечь её к своему делу о заключённых, но Харви, защищая Алекса, вынужден был оборвать этот союз. |                      |              |         |    |  |  |
| |                      |              |         |    |  |  |
| Фрэнк Галло | Пол Шульц            | 6, 7         |         | 12 |  |  |
| Преступник, которого Харви посадил в тюрьму, работая помощником прокурора, главный антагонист первой половины шестого сезона. Фрэнка собирались посадить за сговор с целью убийства, но продажные полицейские убрали плёнку с его признанием из документов по передаче вещественных доказательств, вследствие чего Харви и Кэмерон лишились права использовать её в суде. Тогда Харви, из последних надежд, посадил Фрэнка за рэкет, найдя доказательства трёх рэкетов с его стороны и добившись того, чтобы ему назначили по 5 лет тюрьмы за каждый из них. На момент начала сезона он отсидел уже 13 лет, но каким-то образом оказался в одной тюрьме с Майком. Узнав, что он протеже Харви, решил использовать его, чтобы заставить Спектера страдать. Харви хотел убрать его обратно в тюрьму для уголовников, сославшись на плохое поведение, но затем оказалось, что Фрэнка перевели за согласие быть информатором, поэтому его удаление невозможно. Однако Майк обнаружил, что Фрэнк может выйти уже в ближайшее время, и пообещал ему с этим помочь. Однако затем Майк получил шанс выйти досрочно, и при поддержке Кэмерона они раскрыли сохранение у Галло социопатии, хитростью записав нападение Фрэнка на Майка. Этим они могли обеспечить ему отправление обратно в тюрьму строгого режима без повышения срока, но Харви позволил ему остаться в прежней тюрьме с повышением срока до 5 лет. В 7 сезоне Майк был вынужден обратиться к Фрэнку за помощью с делом о тюрьмах, так как Галло тоже был в числе эксплуатируемых заключенных. В обмен Майк честно пообещал сократить ему срок на два года. Также было раскрыто, что у Фрэнка есть дочь, которой он из тюрьмы выплачивает алименты. Фрэнк был убит наёмным убийцем до суда, но успел дать обличающие показания на камеру, благодаря чему настоящий организатор схемы был посажен, а Алекс спасён. Однако во флэшбеке было показано, что хотя Фрэнк и дал эти показания на камеру, в суде он это делать не собирался, так как тогда его тюремное заключение выросло бы до пожизненного (ведь он участвовал в одном из убийств) и он не помириться с дочерью. Однако Роберт оставил этот момент при себе.                                                                 |                      |              |         |    |  |  |
| |                      |              |         |    |  |  |
| Уильям Саттер | Алан Розенберг       | 6            |         | 5  |  |  |
| Бизнесмен, тайно занимавшийся инсайдер-трейдингом для достижения успеха. Джессика хотела взять его как нового клиента для возрождения фирмы, но Харви знал про его проблемы с КЦББ и поэтому не хотел. Однако затем он узнал, что именно Саттер является для Майка билетом на волю, и поэтому согласился представлять его для организации освобождения Майка. В итоге Саттер смог на время отмазаться от тюрьмы, но спасти Майка всё же удалось, и позже Саттер получил по заслугам. В финальном сезоне выяснилось, что Саттер умер в тюрьме, но успел перед этим рассказать историю своего заточения Форстману, который попытался в искажённом виде использовать её против Харви и Кэхилла. |                      |              |         |    |  |  |
| |                      |              |         |    |  |  |
| Кевин Миллер | Эрик Палладино       | 6            | 8-9     | 9  |  |  |
| Зять Саттера, сокамерник Майка. Попал в тюрьму за то, что сбил человека (не насмерть), сев за руль в нетрезвом состоянии. Работал на Саттера, разрабатывая для него финансово-аналитическую программу, но в итоге узнал, что это было прикрытие. Рассказал обо всём своей жене Джилл и в результате узнал, что она была соучастницей. Именно из-за этого он напился в тот роковой вечер. Отказался сдавать тестя, боясь таким образом притянуть жену и лишить своих детей матери. В начале шестого сезона вынужденно поменялся местами с Галло, что позволило тому добыть информацию про Майка. Тот после этого не хотел общаться с Кевином, но вскоре они стали друзьями. Затем Кэхилл предложил Майку сделку: он должен убедить Кевина сдать Саттера, и в обмен получит досрочное освобождение. Однако Майк, узнав про Джилл, не решился рассказать Харви, вместо этого попытавшись убедить саму Джилл сдать отца, но та была к нему слишком лояльна. Однако вскоре Харви нашёл для неё повод передумать: он попытался убедить Саттера добровольно сдаться и выбить для дочери иммунитет, но тому было проще сдать Джилл, поскольку он был уверен, что она все эти годы помогала его мошенничеству ради наследства, в то время как на самом деле она делала это чисто ради любви. Однако Саттер и не подозревал, что Харви записал их разговор на диктофон в телефоне, позже прокрутив эту запись Джилл и Кевину. Это заставило шокированную Джилл согласиться на сделку, и Майк составил для неё договор, не забыв указать своё участие, тем самым обеспечив себе железобетонный выход на свободу, а ей твёрдый иммунитет. Однако затем Кэхилл начал превышать полномочия, отбирая у семейства Миллеров не только деньги от инсайдер-трейдинга, но и честные средства; тогда Майк связался с Кэмероном и заключил с ним сделку, которая позволила Кевину выйти на свободу и вернуться домой одновременно с Майком. Позже Кевин эпизодически возвращался в двух последних сезонах, где выясняется, что он довольно быстро смог реабилитироваться в бизнесе после выхода на свободу и занять высокую должность в приличной корпорации. Именно он сообщил Харви о смерти Саттера.                                                              |                      |              |         |    |  |  |
| |                      |              |         |    |  |  |
| Фэй Ричардсон | Дениз Кросби         | 9            | -       | 10 |  |  |
| Наблюдатель из коллегии адвокатов, главный антагонист девятого сезона. Была приставлена к фирме с целью убедиться в соблюдении ими правил, но довольно быстро начала проявлять себя как жёсткого и неприятного тирана, готового распоряжаться положениями и делами старших сотрудников без их согласия. В частности, она очень быстро лишила Луиса поста управляющего партнёра, фактически заняв его сама. Неоднократно подчёркивала, что считает Харви инфекцией и намерена при любом соразмерном поводе лишить его лицензии. Какое-то время герои терпели её, но когда Фэй выгнала Саманту, то перешли в решительное наступление, в которое позже включился Майк. Не желая терять репутацию из-за их с Самантой иска, Фэй заключила сделку с Харви и Луисом: если они защитят её в суде от иска Майка и Саманты, то она оставит фирму в покое и уйдёт, но если обнаружит сговор, то не только останется, но и отнимет у всех лицензии. В результате героям пришлось с большой неохотой воевать друг с другом, но в итоге Харви всё рассказал Майку и они избавились от Фэй более простым и хитрым способом, тем более, что она уже успела всех их возненавидеть и сама хотела уйти. |                      |              |         |    |  |  |
| |                      |              |         |    |  |  |